# Bill Wennington
Bill Wennington é um ex-jogador de basquete norte-americano que foi campeão da Temporada da NBA de 1995-96 jogando pelo Chicago Bulls.